# Ilse Bindseil
Ilse Bindseil (* 1945 in Frankenstein in Schlesien) ist eine deutsche Autorin und Redakteurin.

## Leben
Bindseil studierte an der Freien Universität Berlin. Von 1971 bis 1995 war sie mit Ulrich Enderwitz verheiratet. Sie war von 1978 bis 2008 Lehrerin an der Sophie-Scholl-Schule in Berlin-Schöneberg. Seit Ende der 1960er-Jahre publiziert sie zur Gesellschaftstheorie, später auch belletristisch. Sie ist Redakteurin der Zeitschrift Ästhetik & Kommunikation und schreibt unter anderem auch für Konkret, Streifzüge und Prinzessinnenreporter.

## Schriften (Auswahl)

### Sachbücher
- Es denkt. Für eine gesellschaftliche Definition des Geistes und einen Verzicht auf die Definition des Körpers. Ça-ira-Verlag, Freiburg im Breisgau 1995, ISBN 978-3-924627-43-0 (zweite Auflage ebenda, 2019, ISBN 3-924627-43-6).
- Streitschriften. Ça-ira-Verlag, Freiburg im Breisgau 1993, ISBN 978-3-924627-37-9.
- Elend der Weiblichkeit. Zukunft der Frauen. Ça-ira-Verlag, Freiburg im Breisgau 1991, ISBN 978-3-924627-29-4.
- mit Ulrich Enderwitz: Der Wahnsinn der Wirklichkeit. Ideologiekritische Essays. Tende, Dülmen-Hiddingsel 1987; ISBN 978-3-88633-096-6.

### Belletristik
- Geschichten vom Schutz. (2004, Originalveröffentlichung auf der Website).
- Von A bis Zett – meine Welt im Porträt. (1995–2005, Originalveröffentlichung auf der Website).
- Apropos Mathilde. (1995, Originalveröffentlichung auf der Website).
- Aus der neuen Welt. Mein Werther. Ça-ira-Verlag, Freiburg im Breisgau 1992, ISBN 978-3-924627-35-5.
- Marielle und die Revolution. Ein utopischer Schelmenroman. Ça-ira-Verlag, Freiburg im Breisgau 1990, ISBN 978-3-924627-24-9.
- Romeo und Julia auf dem Wasser. Erzählungen. Matzker, Berlin 1989, ISBN 978-3-925789-14-4.
- Nach Venedig der Liebe wegen. Phantastische Erzählungen. Matzker, Berlin 1988, ISBN 978-3-925789-11-3.

### Herausgeberschaften
- Frauen 1–6 (2–6 mit Monika Noll). Ça ira, Freiburg 1990–2000: Von Theorie bis Anarchie (1990), Polemik und Politik (1991), F wie weiblich, w wie Frau (1993), Mit Foucault und Fantasie (1995), Fatal real (1997), Erinnern und (2000).
- Holzweg Bildung. Ästhetik & Kommunikation 120 (2003) (mit Elisabeth von Haebler und Albrecht von Lucke).
- Radikal sein. Ästhetik & Kommunikation 161 (2013) (mit Dorothea Hauser und Dieter Hoffmann-Axthelm).